# Ranzow (Altdöbern)

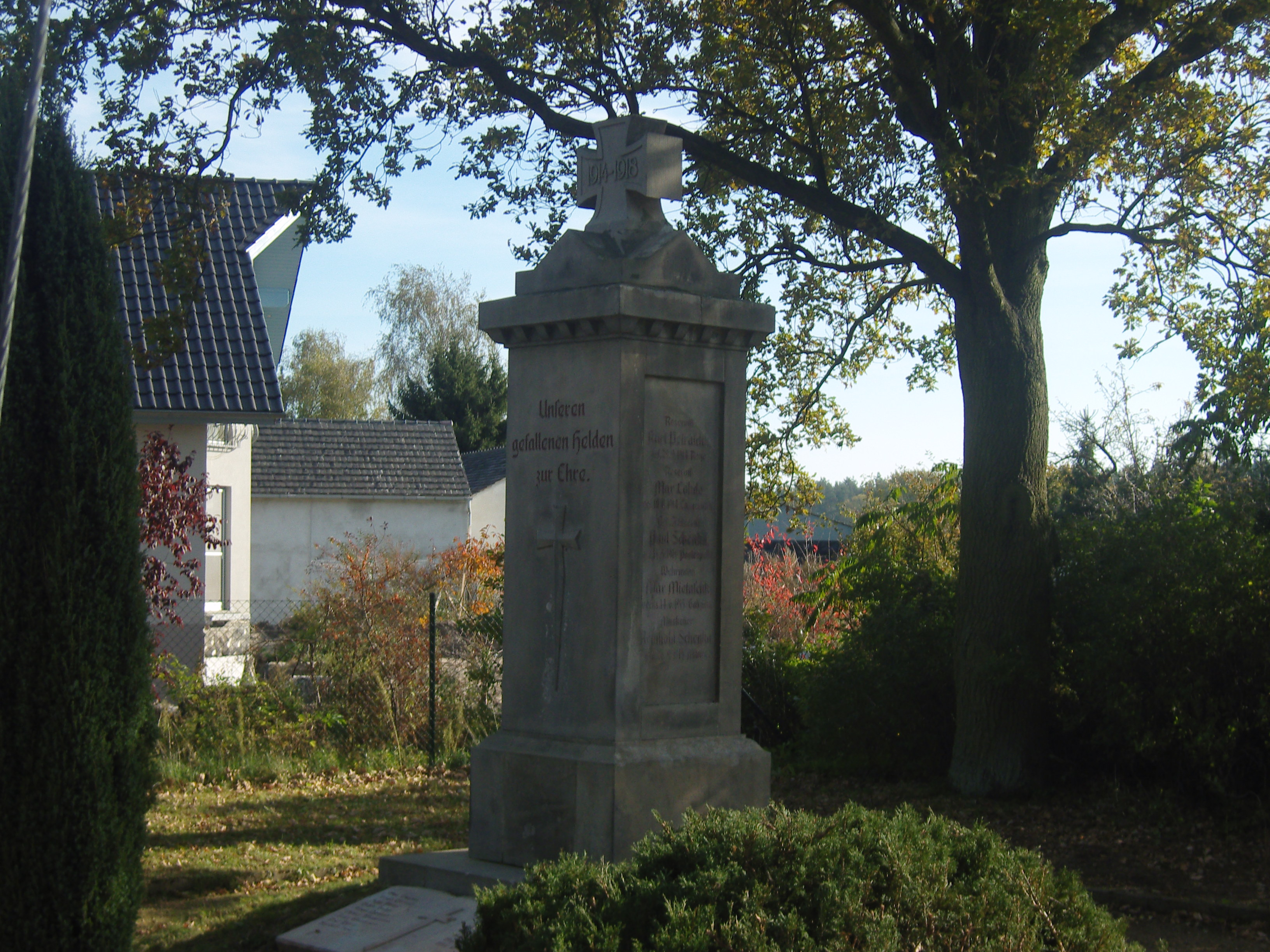
Kriegerdenkmal für die Gefallenen des Ersten Weltkriegs

Ranzow (niedersorbisch Rańšow) ist ein Ortsteil der südbrandenburgischen Gemeinde Altdöbern im Landkreis Oberspreewald-Lausitz. Die Gemeinde Altdöbern ist Mitglied der Verwaltungsgemeinschaft Amt Altdöbern.

## Geographie
Ranzow liegt knapp fünf Kilometer nordnordöstlich der Stadt Altdöbern in der Niederlausitz. Der Ortsteil Ranzow grenzt im Norden an Ogrosen (Ortsteil der Stadt Vetschau/Spreewald), im Osten über kurze Distanz an Laasow (ebenfalls ein Ortsteil von Vetschau/Spreewald) und Reddern (einem Ortsteil von Altdöbern), im Süden an Peitzendorf (ein Gemeindeteil von Altdöbern) und im Westen an Muckwar und Buchwäldchen (beide Orte sind Ortsteile der Gemeinde Luckaitztal). Der Ortskern liegt auf 80 m ü. NHN.
Nördlich am Ortskern vorbei fließt von Südwesten nach Nordosten das Vetschauer Mühlenfließ. Der Muckwar-Reddener Graben berührt die Gemarkung am südwestlichen Rand. Im südöstlichen Teil quert das Neue Vetschauer Fließ die Gemarkung. Es tritt etwas weiter nördlich noch einmal auf die Gemarkung Ranzow. Im äußersten Südosten der Gemarkung quert das Greifenhainer Fließ die Gemarkung. Im Norden der Gemarkung befindet sich das wassergefüllte Restloch eine Ziegelei, die jedoch auf der Gemarkung von Muckwar liegt bzw. lag.
Der Ort ist über die K6622 mit Muckwar verbunden. Ganz im Südosten quert die K6633 die Gemarkung. Weitere kleine Straßen führen vom Ortskern nach Ogrosen und Altdöbern.

## Geschichte
Der Ortsname wurde 1503 erstmals in einer Urkunde erwähnt. 1564 wurde er als Ranzow, 1581 als Rantzo und 1583 als Ransau genannt. Der niedersorbische Name Rańschow wurde 1761 und 1843 als Rańšow genannt. Der Ortsname leitet sich von einem Personennamen ab, der ähnlich wie Raniš lautete und mit der -ov erweitert wurde, d. h. Ort eines Raniš. Ähnliche Familiennamen wie Rahnisch oder Rähnisch kommen in der Niederlausitz vor. Nach Rudolf Lehmann war die Dorfform ursprünglich eine Sackgasse.

### Besitzgeschichte
Ranzow gehörte in der Frühen Neuzeit zum Cottbusischen Kreis, eine brandenburgische Exklave in der ansonsten zum Königreich Böhmen beziehungsweise später zum Kurfürstentum Sachsen gehörenden Niederlausitz. Das Gut Ranzow befand sich möglicherweise bereits im Jahr 1480 im Besitz der Familie von Zabeltitz. 1503 war Peter von Zabeltitz auf Casel Besitzer von einer Hälfte von Ranzow. Wem die andere Hälfte gehörte, ist nicht bekannt. 1513 verkaufte Peter von Zabeltitz das Dorf Babow an den kurfürstlichen Rat Christoph von Zabeltitz.
1536 wurde Peter von Zabeltitz auf Casel mit dem (abgaben-)freien Haus und Vorwerk in Cottbus, dem Dorf Dissenchen, der Hälfte von Laubsdorf, sieben Hüfnern und zwei Gärtnern in Gor (Guhrow oder Gahry), drei Bauern in Laasow, vier Bauern in Kiekebusch und der Hälfte von Ranzow belehnt. 1537 ist Peter von Zabeltitz verstorben. 1538 wurden seine Söhne Hans, Caspar (II.), Baltzer und Christoph zunächst gemeinsam mit dem väterlichen Besitz belehnt. Später tritt Caspar (II.) als alleiniger Besitzer von Ranzow auf. Mitbelehnt waren die Söhne seines Onkels (und Bruder des Peter) Caspar (I.); Hans, Christoph, Joachim und Caspar (III.) saßen auf Hänchen. 
Caspar (II.) von Zabeltitz ließ sich von Oberst von Gleißenthal für den Krieg gegen die Türken in Ungarn anwerben. Zusammen mit seinem Sohn Jobst brachte er 13 gerüstete Pferde und vier Wagenpferde zum Musterungs- und Sammelplatz in Troppau. Dafür erhielt er ein Anrittsgeld von 89 Gulden 3 Groschen für die Ritterpferde und 13 Gulden und 15 Groschen für die Wagenpferde. Bei der Musterung in Kysat erscheint Caspar von Zabeltitz unter den Einheiten des Lazarus von Schwendi. Vermutlich war er auch unter den deutschen Söldnern, die 1573 Gewalttaten in Ungarn verübten. Am 4. November 1564 hatte Markgraf Johann angeordnet, dass die Bauren in Ranzow an Jost von Zabeltitz für 500 Taler verkauft werden sollten. Die 500 Taler sollte Jost mit 6 % verzinsen. Davon sollten 20 Taler an die Kirche zu Laasow und 10 Taler an den Kirchenkasten in Cottbus gehen. Jost von Zabeltitz bezahlte jedoch diese Zinsen nicht, sodass der Rat der Stadt Cottbus ihm 1580 die 500 Taler kündigte und selber die Verpflichtung übernahm, die Zinsen an die beiden Kirchen zu zahlen. Jobst starb 1581 ohne Leibeserben, sodass Ranzow wieder an den Vater fiel. Die weiteren Söhne des Caspar (und Brüder des Jobst) mit Namen Siegmund, Hans und Peter scheinen ebenfalls ohne Leibeserben gestorben zu sein. Daher verkaufte Caspar (II.) seinen Anteil Ranzow mit zwei Hüfnern und sechs Kossäten an seinen Onkel Hans von Beier. Möglicherweise war es dieser Besitzer oder dessen Bruder, der in Ranzow einen Rittersitz und ein neues Vorwerk errichten ließ. Hans von Beier musste zusammen mit dem Zabeltitzer zu Casel ein Ritterpferd stellen. Hans von Beier verkaufte Ranzow zunächst an seinen Bruder den Cottbuser Hofrichter Paul von Beier. Als dieser Ranzow 1585 an Christoph von Zabeltitz verkaufte, ist (erstmals) von einem neuen Rittersitz die Rede neben den Vorwerken, Mühlen und der Schäferei. Anscheinend war die andere Hälfte im Besitz der von Beier gewesen. 
Christoph von Zabeltitz, Sohn des Antonius von Zabeltitz von Ullersdorf besaß neben ganz Ranzow, auch ein Vorwerk in Cottbus, Bauern zu Skadow und Untertanen in Brunschwig. An Ullersdorf, das sein Bruder Fabian besaß, und an halb Eichow, mit dem 1614 Georg, Bastian und der noch unmündige Baltzer nach dem Tod des Vaters Dietrich von Zabeltitz belehnt wurden, hatte er die Gesamte Hand. Den Lehnbrief über Ranzow und die genannte Lehnstücke erhielt Christoph von Zabeltitz am 17. Februar 1598. Ein neuer Lehenbrief wurde ihm am 13. Mai 1609 ausgestellt. Als Mitbelehnte werden hier genannt: sein Bruder Fabian auf Ullersdorf und die Söhne seines bereits verstorbenen Bruders Georg namens Anton und Friedrich. Auch der dritte Bruder namens Hans, Fischmeister in Glinzig, war schon 1604 ohne Leibeserben verstorben. Christoph von Zabeltitz war mit Elisabeth von Seyffertitz die Ehe eingegangen; sie brachte 500 Gulden Ehegeld mit. Im Gegenzug wurde ihr das Cottbuser Vorwerk und die Brunschwiger Untertanen angewiesen. 1614 verkaufte Christoph von Zabeltitz Ranzow an seinen Schwiegervater Bernhard von Seyffertitz auf Krieschow, später Limberg. Allerdings verkaufte Bernhard von Seyffertitz Ranzow bald darauf an Achilles/Abraham von Kracht. Von Abraham von Kracht ging das Gut am 14. April 1622 an seinen Vetter Veit von Kracht über. Veit von Kracht war Hauptmann in einem militärischen Aufgebot der markbrandenburgischen Städte beiderseits der Oder, das 1000 Mann unter dem Kommando von Hildebrand von Kracht umfasste. Auch Veit von Kracht, der in einer Urkunde von Neujahr 1624 als Besitzer von Ranzow genannt ist, behielt Ranzow nicht lange. Er verkaufte es 1625 für 5.500 Taler an Hans Friedrich von Zabeltitz. Er erwarb dafür von den Brüdern Caspar Joachim und Wolf Ernst von Zabeltitz (Vater: Wolf von Zabeltitz) die Güter Gahlen und die Hälfte von Bolschwitz, allerdings auf Wiederkauf. 1585 war Wolf von Zabeltitz mit Gahlen belehnt worden. Er starb 1603, seine drei Söhne Wolf Heinrich, Caspar Joachim und Wolf Ernst war zu diesem Zeitpunkt noch minderjährig. Gahlen fiel nun an Wolf Heinrich, der schließlich 1609 damit belehnt wurde. Wolf Heinrich starb vor 1625 ohne Leibeserben und Gahlen fiel an seine Brüder Caspar Joachim und Wolf Ernst von Zabeltitz. Seine Witwe Elisabeth von Seyffertitz lieh Veit von Kracht 800 Reichstaler, für die sich seine Schwäger Hans von Gersdorf auf Pritzen und Hans von Flanß auf Buchholz sowie sein Bruder Georg auf Mallenchen verbürgten. 
Der Dreißigjährige Krieg verwüstete das Dorf völlig. Noch 1652 war das Dorf unbewohnt. Der damalige Besitzer Hiob Friedrich von Zabeltitz hielt sich in Pinnow im Sternbergischen Kreis auf. Er war vermutlich ein Sohn des Hans Friedrich von Zabeltitz. 1655 verkaufte er Ranzow an Georg Christoph von Klitzing auf Gahlen und Bronkow. Gahlen hatte Georg Christoph erst ein Jahr zuvor von den Erben des Veit von Kracht erworben. Wahrscheinlich war das Gut Ranzow um 1670 an Christoph Heinrich von Deupold verpachtet. Am 18. Juni 1671 starb Georg Christoph in Bronkow unter Hinterlassung der zwei Söhne Georg Zacharias (* 12. Februar 1651) und Caspar Christoph (auch Kaspar Christoph). Zunächst übernahm Georg Zacharias Ranzow, trat es aber 1691 für 1.000 Taler an seinen Bruder Caspar Christoph ab. Dieser kaufte später Guhrow. 1703/04 saß ein Hans Caspar von Klitzing auf Ranzow. Vermutlich ist dieser Hans Caspar mit Caspar Christoph identisch, denn von 1713 datiert ein Lehnbrief auf Caspar Christoph von Klitzing. Er war mit einer N. N. von Dietzel verheiratet. 1694 musste er sich von Kuno Christoph von Birckholz 2.000 Taler leihen, um seine Schwester abzufinden. Als Sicherheit diente die Verpfändung des Guts Ranzow an den Gläubiger. 1725 lebte Caspar Christoph mit Frau und zwei Kindern in seinem Hause in Ranzow mit fünf Personen Gesinde. Auf dem Hof standen sechs Stück Rindvieh, und es wurden 180 Schafe gehalten. 1726 folgte Otto Christoph von Klitzing als Besitzer von Ranzow. 1738 war Caspar Christoph 75 Jahre alt und hatte einen 37 Jahre alten Sohn, der bei ihm lebte. 1740 folgte dessen Sohn Otto Christoph von Klitzing nach. Dieser hatte einen Sohn Friedrich Christoph und eine Tochter Christiane Erdmuthe. 1750 war allerdings Anton Ludwig von Loeben Besitzer von Ranzow. Er war mit Christiane Erdmuthe von Klitzing verheiratet. Sie hatte wahrscheinlich Ranzow geerbt und mit in die Ehe gebracht, oder Otto Christoph von Klitzing hatte Ranzow verkaufen müssen. Anton Ludwig von Loeben war königlich-preußischer Hauptmann. Er verkaufte das Gut Ranzow vermutlich um 1769 an Friedrich Eugen von Massow (1719–1774). Er war mit Martha Elisabeth von List, verwitwete von Sonnentag aus dem Hause Drieschnitz verheiratet. Deren Sohn Wilhelm Anton von Massow verkaufte Ranzow 1784/5 für 8.500 Taler an Hauptmann Gottfried von Schmettow/Schmettau. Wilhelm Anton von Massow besaß 1784 Groß Gaglow.
Gottfried von Schmettow/Schmettau war wahrscheinlich der Bruder des Karl Ludwig von Schmettau auf Laasow und Anteil Eichow. Er war mit Karoline Tugendreich von Reichling, Tochter des Georg Wilhelm von Reichling und der Charlotte Friederike von Zabeltitz verheiratet. 1788 verkaufte er Ranzow für 9.500 Taler an Oberst Johann Friedrich von Mauritius. Der überschrieb Ranzow 1800 seinem Leibarzt und Adoptivsohn Christoph Ernst Heinrich Schmid aus Grimmen, der sich nach seiner Erhebung in den Adelsstand Schmid von Mauritius nannte. Oberst Johann Friedrich von Mauritius fiel 1806 in der Schlacht bei Saalfeld. Bratring nennt für 1805 noch den von Mauritius als Besitzer von Ranzow. Noch im selben Jahr verkaufte Schmid von Mauritius Ranzow für 30.000 Taler an August Freiherrn von Medem. Dieser trat es 1806 an August Friedrich Wilhelm von Alvensleben (1775–1819) aus dem Hause Redekin ab. Rudolf Lehmann nennt ihn für 1806 und 1811 als Besitzer von Ranzow. 1806 requirierten französische Truppen Vieh und Lebensmittel. Auch in den Befreiungskriegen mussten hohe Abgaben an Vieh und Geld geleistet werden. 
Angeblich soll Graf Lynar, dem das Nachbardorf Ogrosen gehörte, die Absicht besessen haben, Ranzow zu erwerben. Stattdessen ging das Rittergut um/nach 1812 an 16 Ranzower Kleinbauern und Tagelöhner, die dazu von der Sächsischen Rentenbank ein Darlehen von 13.100 Talern aufnahmen. Anschließend wurde das Rittergut parzelliert. Es verlor damit seine Landständigkeit, die Gerichtsbarkeit ging auf das Land- und Stadtgericht Calau über. Der Erwerb Ranzow durch seine Einwohner muss auf jeden Fall vor 1818 erfolgt sein, denn die Topographisch-statistische Uebersicht des Regierungsbezirks Frankfurth a. d. O. von 1820, die den Stand von 1818 wiedergibt, verzeichnet Ranzow nur noch als Dorf (nicht mehr als adliges Dorfes wie bei den anderen Rittergutsdörfern).
Der Verkauf ging wohl auf die veränderten Lebensumständen August Friedrich Wilhelms von Alvensleben zurück: Dieser hatte 1799 seinen Abschied aus der preußischen Armee genommen und sich ins Privatleben zurückgezogen. Im April 1812 trat er erneut in das preußische Militär ein. Im Sommer des Jahres, nach Beginn des französischen Russlandfeldzugs, ging von Alvensleben nach St. Petersburg und trat in die Russisch-Deutsche Legion ein. Im September 1814 wechselte er, inzwischen zum Major befördert, mit der Russisch-Deutschen Legion in die preußische Armee. Von Alvensleben starb 1819 in Stolp.

### Dorfgeschichte
1581 gehörten zur Hälfte von Ranzow (Zabeltitzscher Anteil) zwei Bauern und sechs Kossäten. 1635 gehörten zum Rittergut 10½ Ritterhufen, es gab noch drei Bauernhufen, außerdem noch drei Gärtner und einen Schäferei. Dies beschreibt den Zustand vor dem Dreißigjährigen Krieg, den zu diesem Zeitpunkt wurden alle Bauern- und Gärtnerstellen wüst. 1652 war der Ort noch völlig verlassen. Der Besitzer Hiob Friedrich von Zabeltitz lebte auf seine Gut Pinnow im Sternbergischen Kreis. 1717 sollte Ranzow laut der Landrolle sechs bäuerliche Wirte haben, jetzt nur noch fünf. Ein Hof lag wüst, der vorige Wirt war ein Jahr zuvor entlaufen und hatte die vom Gutsherrn für 22 Taler angeschafften Ochsen mitgenommen. Auch ein anderer Hof war fertig ausgebaut, es fand sich jedoch kein Bauer, der ihn bewirtschaften wollte. Nach dem Historischen Ortslexikon waren 1718/19 die Bauernhufen zum Rittergut gezogen worden; es gab also keine Bauern mehr. Außer dem Gutsherrn wohnten noch drei Gärtner im Dorf und der Müller der Wassermühle. Zur Mühle gehörte eine Hufe Landes. 1763 lebten vier Kossäten und ein Büdner in Ranzow. Das Schmettausche Kartenwerk von 1767/87 verzeichnet bei Ranzow (in der Karte Rantzau genannt) die Wassermühle und die nördlich des Vetschauer Mühlenfließes gelegene Schäferei. Christian Gulde nennt für 1783 zwölf Feuerstellen (Häuser) und 69 Einwohner.
Friedrich Wilhelm August Bratring beschrieb Ranzow 1809 (Stand 1805) als Dorf und Gut, in dem sechs Kossäten, fünf Büdner und ein Leineweber wohnten. Die Hufenzahl gibt er mit 5½ Hufen an. Er erwähnt außerdem die Wassermühle. Im Dorf gab es 17 Feuerstellen (= Häuser), in denen 80 Menschen wohnten.
Mit der Übernahme des Rittergutes kamen natürlich auch das Gutshaus und die Wirtschaftsgebäude des Gutes, ein Wald und die Schenke an die Gemeinde. Houwald schreibt, dass auch eine Ziegelei mit übernommen wurde. Sie ist ansonsten aber in anderen Quellen nicht erwähnt, wurde also nach dem Erwerb aufgelassen. Der Wald wurde abgeholzt, vermutlich um den Kauf des Rittergutes finanzieren zu können. Die Wirtschaftsgebäude des Gutes und die alte Schenke wurden abgerissen und im Gutshaus eine neue Schenke eingerichtet.
Die Topographisch-statistische Uebersicht des Regierungsbezirks Frankfurth a. d. O. von 1820 (Stand 1818) beschreibt Ranzow als Dorf 13 Feuerstellen (Häusern) und 75 Einwohnern. Besonders erwähnt wird die Ranzower Kolonie mit zwei Feuerstellen und sechs Einwohnern. Im Vergleich mit dem Schmettauschen Kartenwerk handelt es sich dabei um die Bebauung Dorfstraße 26 und 27. In der Ranzower Schäferei mit einem Haus wohnten sechs Menschen und zur Ranzower Wassermühle gehörten zwei Häuser mit neun Einwohnern.
Für 1840 wird Ranzow als Dorf mit einer Kolonie, einer Wassermühle und einer Schäferei charakterisiert. In 32 Häusern lebten 148 Einwohner. Die Gerichtsbarkeit wurde vom Land- und Stadtgericht Calau ausgeübt. Für 1861 lauten die Angaben: Dorf und Kolonie mit einer Schäferei, Das Gut haben die Bauern unter sich parzelliert. Im Ort standen nun 37 Häuser, die Bevölkerungszahl betrug 180 Einwohner. Die Wassermühle war im Besitz eines Petsch. Zu 1864 lauten die Angaben: Dorf mit einer Kolonie, einer Wassermühle und zwei ausgebauten Gehöften. Es gab 35 Häuser im Ort, der nun 176 Einwohner hatte. Für 1869 werden als Größe der Gemarkung 1.130 Morgen angegeben, für 1900 289 ha.
Die ehemalige Mühle ist seit 1725 im Besitz der Familien Petsch/Naboth. Das Teichbett des ehemaligen Mühlenteichs ist dank der Initiative der Besitzer noch vollständig erhalten und wird gepflegt. 1948 wird die Ranzower Mühle als Mahlmühle für Futtermittel bezeichnet. Sie war im Besitz von H. Naboth.
Im Jahr 1960 brannte das frühere Gutshaus nieder. Auf der Gutshofsfläche befindet sich heute nur noch ein Wohnhaus.

### Kommunalpolitische Geschichte
Ranzow war im 18. Jahrhundert eine Exklave des Cottbusischen Kreises im Calauischen Kreis der Niederlausitz. Nach kurzer französischer Militärverwaltung 1806/7 kam der Cottbusische im Frieden von Tilsit an das Königreich Sachsen. Mit den Befreiungskriegen nahm Preußen bereits 1813 den Cottbusischen Kreis wieder in Besitz. Nach der Abtretung der sächsischen Niederlausitz an Preußen als Folge des Wiener Kongresses, wurde Ranzow in der Kreisreform von 1816 dem Landkreis Calau zugeordnet. 
1874 wurden in Preußen Amtsbezirke gebildet; Ranzow bildete mit Ogrosen, Gahlen, Bolschwitz, Jehschen und Missen den Amtsbezirk No. 12 Ogrosen. Amtsvorsteher und Stellvertreter sind nicht angegeben. Nach dem Zweiten Weltkrieg wurde der Landkreis Calau etwas vergrößert und in Kreis Senftenberg umbenannt. In der umfassenden Kreis- und Bezirksreform von 1952 wurde ein neuer, kleinerer Kreis Calau gebildet. Ranzow wurde nun diesem neuen Kreis Calau zugewiesen. Nach der Wende wurde der Kreis noch in Landkreis Calau umbenannt. 
Zum 1. Oktober 1992 schlossen 14 Gemeinden, darunter auch Ranzow zur Verwaltungsgemeinschaft Amt Altdöbern zusammen. Am 1. Februar 2002 wurde Ranzow gemeinsam mit Reddern im Ergebnis der Brandenburgischen Gemeindegebietsreform nach Altdöbern eingegliedert. Seither ist Ranzow ein Ortsteil der Gemeinde Altdöbern. Im Ortsteil Ranzow wird ein Ortsbeirat gewählt, der unter seinen drei Mitgliedern den Ortsvorsteher wählt.
| Einwohnerentwicklung in Ranzow von 783 bis 2001 | Einwohnerentwicklung in Ranzow von 783 bis 2001 | Einwohnerentwicklung in Ranzow von 783 bis 2001 | Einwohnerentwicklung in Ranzow von 783 bis 2001 | Einwohnerentwicklung in Ranzow von 783 bis 2001 | Einwohnerentwicklung in Ranzow von 783 bis 2001 | Einwohnerentwicklung in Ranzow von 783 bis 2001 | Einwohnerentwicklung in Ranzow von 783 bis 2001 | Einwohnerentwicklung in Ranzow von 783 bis 2001 | Einwohnerentwicklung in Ranzow von 783 bis 2001 | Einwohnerentwicklung in Ranzow von 783 bis 2001 | Einwohnerentwicklung in Ranzow von 783 bis 2001 | Einwohnerentwicklung in Ranzow von 783 bis 2001 | Einwohnerentwicklung in Ranzow von 783 bis 2001 | Einwohnerentwicklung in Ranzow von 783 bis 2001 | Einwohnerentwicklung in Ranzow von 783 bis 2001 | Einwohnerentwicklung in Ranzow von 783 bis 2001 | Einwohnerentwicklung in Ranzow von 783 bis 2001 | Einwohnerentwicklung in Ranzow von 783 bis 2001 | Einwohnerentwicklung in Ranzow von 783 bis 2001 |
| ----------------------------------------------- | ----------------------------------------------- | ----------------------------------------------- | ----------------------------------------------- | ----------------------------------------------- | ----------------------------------------------- | ----------------------------------------------- | ----------------------------------------------- | ----------------------------------------------- | ----------------------------------------------- | ----------------------------------------------- | ----------------------------------------------- | ----------------------------------------------- | ----------------------------------------------- | ----------------------------------------------- | ----------------------------------------------- | ----------------------------------------------- | ----------------------------------------------- | ----------------------------------------------- | ----------------------------------------------- |
| Jahr                                            | 1783                                            | 1805                                            | 1818                                            | 1846                                            | 1852                                            | 1875                                            | 1890                                            | 1900                                            | 1910                                            | 1925                                            | 1939                                            | 1946                                            | 1950                                            | 1964                                            | 1971                                            | 1981                                            | 1991                                            | 2001                                            |                                                 |
| Einwohner                                       | 69                                              | 80                                              | 75                                              | 175                                             | 168                                             | 155                                             | 152                                             | 169                                             | 178                                             | 168                                             | 172                                             | 216                                             | 207                                             | 153                                             | 149                                             | 118                                             | 88                                              | 82                                              |                                                 |

### Kirchliche Geschichte
Ranzow hat keine Kirche und hatte auch in seiner Geschichte keine Kirche. Die Ortsbewohner besuchen seit spätestens 1820 die Dorfkirche Ogrosen. Bis 2013 gehörte Ranzow zur Kirchengemeinde Ogrosen und seitdem zur Evangelischen Kirchengemeinde Gräbendorfer See des Evangelischen Kirchenkreises Niederlausitz. Zuständig ist das Pfarramt Altdöbern.

## Denkmale und Sehenswürdigkeiten
Die Denkmalliste des Landes Brandenburg für den Landkreis Oberspreewald-Lausitz nennt für Ranzow zwei Bodendenkmale:
- Nr. 80113 Flur 1: der Dorfkern aus dem deutschen Mittelalter, der Dorfkern aus der Neuzeit
- Nr. 80256 Flur 1: eine Siedlung der Urgeschichte

## Belege